# Yellow Bluff (Alabama)
Yellow Bluff é uma cidade  localizada no estado americano de Alabama, no Condado de Wilcox.

## Demografia
Segundo o censo americano de 2000, a sua população era de 181 habitantes.
Em 2006, foi estimada uma população de 180, um decréscimo de 1 (-0.6%).

## Geografia
De acordo com o United States Census Bureau possui uma área de
1,4 km², sem área coberta por água.

## Localidades na vizinhança
O diagrama seguinte representa as localidades num raio de 40 km ao redor de Yellow Bluff.